# Tulasnella balearica
Tulasnella balearica är en svampart som beskrevs av P. Roberts 1996. Tulasnella balearica ingår i släktet Tulasnella och familjen Tulasnellaceae.   Inga underarter finns listade i Catalogue of Life.